# Чирипа (культура)

Культура Чирипа — одна из наиболее древних археологических культур Андского региона, памятники которой обнаружены на полуострове Тарако, на побережье озера Титикака в Боливии. Название происходит от церемониального центра Чирипа, относившегося к данной культуре. Согласно последним (начало 21 в.) археологическим исследованиям, проведённым на полуострове Тарако, культура Чирипа в своём развитии прошла три фазы:
- ранняя: 1500 до н. э. — 1000 до н. э.
- средняя: 1000 до н. э. — 800 до н. э.
- поздняя: 800 до н. э. — 100 н. э.

Основной период датируется 591—116 гг. до н. э. и совпадает с эпохой I Тиуанако.

## Сооружения
В руинах Чирипы обнаружено искусственное возвышение (полуподземный храм) длиной 60 метров и шириной 55 метров. В нижней части этой насыпи располагалось полуподземное святилище, на стенах которого сохранились элементы деревянного покрытия. Каркас святилища образуют крупные вертикальные камни, расположенные через нерегулярные интервалы. Между крупными камнями засыпались мелкие камни, которые, соединяясь в блоки, образовывали стены. Пол выполнен из утрамбованной глины.
Другая часть руин, по-видимому, относящаяся к более позднему периоду, чем храм, представляет собой жилые помещения с двойными стенами, в которых выполнены внутренние окна. По мнению ряда археологов, простенки служили чем-то вроде шкафов. В полу данных жилищ имеются погребения в виде каменных ящиков.

## Керамика
Керамика Чирипа — грубая, имеются как неокрашенные образцы, так и расписанные красным или жёлтым по красному в виде геометрических мотивов, часто в шахматном порядке. Иногда керамику украшали изображения человеческих лиц или зооморфные фигуры с телом в профиле.

## Религия
В 1973 г. в Титинани был обнаружен религиозный комплекс из 30 монолитов, созданных начиная с самых ранних этапов культуры Чирипа. Культура Чирипа создавала изображения женщин с гипертрофированными признаками пола (возможно, женское божество, свидетельствующее о матриархате), а также растений, животных (лам) и рыб.